# ヒメタタライスズヒメ

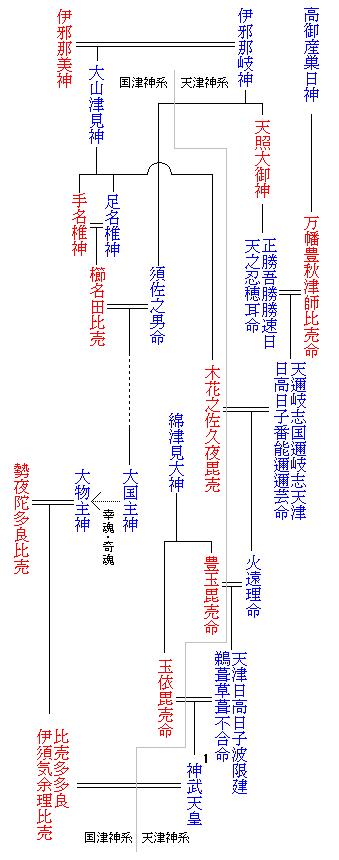
神武天皇と比売多多良伊須気余理比売命までの系譜（『古事記』による）

ヒメタタライスズヒメ（媛蹈鞴五十鈴媛）は、『日本書紀』に登場する人物・女神で、初代天皇・神武天皇の皇后（初代皇后）。『古事記』のヒメタタライスケヨリヒメ（比売多多良伊須気余理比売）に相当する。
伝承ごとに細部の差異はあるものの、母親はヤマト地方の有力者の娘で、父親は神であったと描かれている。神武天皇に嫁いで皇后となり、2代天皇の綏靖天皇を産んだとされている。

## 異称
『古事記』では、はじめ「富登多多良伊須須岐比売」（ホトタタライススキヒメ、ホトタタライススギヒメ）という名であったが、のちに「比売多多良伊須気余理比売」（ヒメタタライスケヨリヒメ）に改められたことが示されている。詳細は#古事記にみる誕生時の逸話参照。単に「伊須気余理比売」と書くこともある。
また、単に「五十鈴媛命」ということもある。（ただし、妹の五十鈴依媛命との混同に注意。）

## 記紀による描写

### 日本書紀・先代旧事本紀のヒメタタライスズヒメ
『日本書紀』巻1「神代紀（上）」と『先代旧事本紀』巻4・巻5に「姫蹈韛五十鈴姫命」、『日本書紀』巻3「神武紀」・巻4「綏靖紀と」『先代旧事本紀』巻7に「媛蹈韛五十鈴媛命」として登場する。
その出自については数通りの記述がある。
| 書名             | 登場箇所                   | 母                            | 父       | 備考                                         | 出典                 |
| 『日本書紀』     | 巻1「神代紀上」 宝剣出現章 |                               | 大三輪神 | 大三輪神は大己貴命（大国主）の幸魂とされる。 | [ 16 ] [ 18 ] [ 10 ] |
| 『日本書紀』     | 巻1「神代紀上」 宝剣出現章 | 三嶋の溝樴姫（） または玉櫛姫 | 事代主神 | [ 紀 2 ]                                     | [ 16 ] [ 18 ] [ 10 ] |
| 『日本書紀』     | 巻3「神武紀」 神武即位前条 | 三嶋溝樴耳神の娘 玉櫛媛       | 事代主神 | [ 紀 3 ]                                     | [ 17 ] [ 18 ] [ 10 ] |
| 『日本書紀』     | 巻4「綏靖紀」 綏靖即位前条 |                               | 事代主神 | 「事代主の長女」とされる                     | [ 17 ] [ 18 ] [ 10 ] |
| 『先代旧事本紀』 | [ 注 3 ]                   | 三嶋溝杙（）の娘 活玉依姫     | 事代主神 | 事代主神は大己貴命の子とされる               | [ 16 ]               |

『日本書紀』「神代紀」の別説や「神武紀」「綏靖紀」、『先代旧事本紀』では、事代主神が「三嶋」の「ミゾクヒ」（ミゾクイ）の娘のタマクシヒメのもとへ通って生まれたとしている。また、このとき事代主神は「八尋熊鰐」に姿を変えていたとする。

### 古事記のヒメタタライスケヨリヒメ
『古事記』中巻に「富登多多良伊須須岐比売命」「比売多多良伊須気余理比売命」として登場する。
| 書名       | 登場箇所    | 母                                      | 父       | 備考               | 出典                |
| 『古事記』 | 中巻 神武記 | 三嶋湟咋（みぞくひ）の娘 勢夜陀多良比売 | 大物主神 | 父は美和之大物主神 | [ 21 ] [ 22 ] [ 8 ] |

勢夜陀多良比売は美女として知られていた。大物主神は丹塗り矢（赤い矢）に姿を変え、勢夜陀多良比売が大便をするところを狙って川の上流から流れていき、勢夜陀多良比売の陰部（）を突いた。驚いた勢夜陀多良比売が矢を取って部屋に戻ると、矢は美男子となった。両者は結婚し、娘が生まれた。娘は「富登多多良伊須須岐比売」（）と名付けられた。しかしのちに娘は「ホト」という名を嫌って「比売多多良伊須気余理比売」（）に改めた。

### 神武天皇との結婚
『日本書紀』などの記述によれば、イワレヒコ（のちの神武天皇）は、「ヒムカの国」を出て東へ遠征し、数々の戦いを経てヤマト地方に政権を確立するに至った（神武東征）。イワレヒコは畝傍山の麓に「カシワラの宮」（奈良県橿原市）を築き、初代天皇「神武天皇」として即位することになる。
この即位に先立ち、初代天皇に相応しい正妃を迎えることになり、ヒメタタライスズヒメが妻に迎えられる。『日本書紀』によれば、ヒメタタライスズヒメと神武天皇（正確には天皇としての即位前）との結婚は、即位の前年9月24日（旧暦）だったとされる。翌年正月に神武天皇は即位し、ヒメタタライスズヒメはこのときに皇后となった。
『古事記』には正妃選びや結婚にまつわるエピソードが採録されている。（詳細は#神武天皇の妻問い説話参照。）

### 神武天皇の崩御後
『日本書紀』によると、神武天皇は127歳で崩御した。細部には相違点があるものの、『日本書紀』や『古事記』には、神武天皇の崩後、子供同士の間で起きた後継者争いが描かれている（詳細は手研耳の反逆参照）。
イワレヒコ（神武天皇）は、「ヒムカ国」からの東征に出発する以前に、吾平津媛（阿比良比売）と結婚し、子をもうけていた。しかし神武天皇がヒメタタライスズヒメを正后としたことにより、この子らは庶子の身分となった。神武天皇が崩御すると、この庶子であるタギシミミは皇位を自らが継ごうと考えた。
『古事記』では、タギシミミは未亡人となったヒメタタライスズヒメを自らの妻とし、神武天皇とヒメタタライスズヒメのあいだに生まれた嫡子である皇子たちを暗殺しようとする。これを察したヒメタタライスズヒメは、子供たちに身の危険を知らせるために和歌を2首詠んで送ったという。
| 佐韋賀波用 久毛多知和多理 宇泥備夜麻 許能波佐夜藝奴 加是布加牟登須                                             |
| 狭韋河よ 雲起ちわたり 畝火山 木の葉さやげぬ 風吹かむとす                                                       |
| （大意）狭井川の我が家の子らよ、タギシミミの方からそちらに向かって風が吹こうとしています（危険が迫っています） |

| 宇泥備夜麻 比流波久毛登韋 由布佐禮婆 加是布加牟登曾 許能波佐夜牙流                         |
| 畝火山 昼は雲と居 夕去れば 風ふかむとぞ 木の葉さやげる                                     |
| （大意）畝傍山は昼は曇っているが、夕方が過ぎて夜になれば風が吹くだろうと木の葉が騒いでいる |

これらの寓意歌によりタギシミミの反逆の意図を知った嫡子たちは、逆に先手を打ってタギシミミを討ち取った。その際に最も活躍した神沼河耳命が皇位を継ぎ、2代天皇（綏靖天皇）として即位した。『日本書紀』にしたがえば、綏靖天皇元年正月8日にヒメタタライスズヒメは「皇太后」を称するようになったという。
綏靖天皇は正妃として五十鈴依媛命を迎えた。五十鈴依媛命はヒメタタライスズヒメの実妹であり、綏靖天皇からみると叔母にあたる。ただしこれには異伝があり、綏靖天皇の妃となった人物を河俣毘売とするものや皇后を糸織媛とするものがある。

### 子供
神武天皇との子は、年長から順に、日子八井命、神八井耳命、神沼河耳命（綏靖天皇）である。
| ヒメタタライスズヒメと神武天皇の子 |            |                                     |
| 『日本書紀』                       | 『古事記』 | 備考                                |
|                                    | 日子八井命 | 『日本書紀』には記載がない。        |
| 神八井命                           | 神八井耳命 | 多氏の祖となる。                    |
| 神渟名川耳尊                       | 神沼河耳命 | 綏靖天皇として即位、2代天皇となる。 |

### 兄妹
ヒメタタライスズヒメの母である玉櫛媛（勢夜陀多良比売）は、ほかに2人の子を産んだとされている。
- 天日方奇日方 - ヒメタタライスズヒメの兄。『先代旧事本紀』では神武天皇に仕えて「申食国政大夫」（宰相）になったとされる[32]。
- 五十鈴依媛命 - ヒメタタライスズヒメの妹。のちに2代天皇の綏靖天皇の后になったとされる[32][25]。

## 出自に関する諸説
『日本書紀』と『古事記』では、説話の細部が異なるものの、ヒメタタライスズヒメは「在地の有力者（神）の娘」を母とし、「神」を父として描かれている。初代天皇である神武天皇が正妻を迎えるにあたり、「神の娘」を娶ることが、神武天皇の政権の正当性を裏打ちするものとして利用されたのだろうと解釈する説がある。
母親は、母方が摂津（大阪府）のミシマ（三嶋、三島）、父方がヤマト（奈良県）のミワ（美和、三輪、三輪山）のものとして描かれている。これらは、近畿地方の複数の豪族の協力を示唆しており、この結婚は「ヒムカ」（日向国）からやってきた他国者であるイワレヒコ（神武天皇）を、凡河内国（大和国と摂津国）の有力者たちが支えたことを示すものだろうと解釈する説がある。また、イワレヒコが単に武力制圧するだけでなく、在地の勢力との融和策によって支配基盤を固めようとする政治的方法を示すものだとも解釈する説もある。後述するように、神武天皇の勢力が製鉄技術を確保したことを示すものだとの解釈もある。

### 祖父：ミシマのミゾクヒ
『日本書紀』で、多少の表現の差異はあるが、母親は三嶋溝杙の娘とされる。「ミゾクヒ」には、溝樴、溝樴耳神、溝杙などの表記がある他、『古事記』では湟咋とあり、溝杭（『新撰姓氏録』）、溝咋などの字が当てられることもある。「-耳神」を付す史料があることから、神性をもつ存在として信仰の対象であったことも示唆されると見る説がある。この神は陶津耳命や加茂建角身命、八咫烏の名を持っており、賀茂氏の系図では賀茂氏や葛城国造の祖神とされている。
「三島」という地名は摂津国三島郡（現在の大阪府北部）にあたると考えられている。『延喜式神名帳』（927年成立）には三島鴨神社（高槻市三島江）や溝咋神社（茨木市）が掲載されており、「ミシマのミゾクヒ」はこのあたりで信仰されていたと推測される。
江戸時代の国学者本居宣長は、この「ミゾ（溝）」は水流の上に作られた厠を指すと解釈し、これが通説となっている。三谷栄一などはこの説を採り、厠は出産儀礼とも関連が強いとする説もある。肥後和男（東京教育大学名誉教授）はこれとは違い、「ミゾ」は水田の溝を意味するとした。次田真幸はこの説を発展させ、三島郡は稲作の適地であり「ミシマのミゾクヒ」は農耕神であるとした。

### 母：玉櫛媛と勢夜陀多良比売
母親の名は『日本書紀』では「玉櫛媛（タマクシヒメ）」、『古事記』では「勢夜陀多良比売（セヤダタラヒメ）」とされている。いずれも、美女として知られていたと伝える。
本居宣長は、セヤ（勢夜）を大和国平群郡勢野村（奈良県生駒郡三郷町）に比定している。

### 異類婚による誕生
『日本書紀』『古事記』のいずれも、ヒメタタライスズヒメの誕生には異類婚が係わっている。父である神は、『日本書紀』では「八尋和邇」、『古事記』では「丹塗りの矢」に姿を変え、女性のもとを訪れている。このようにヒメタタライスズヒメは日本神話における異類婚による子の代表例として知られる。

### 古事記にみる誕生時の逸話
『古事記』では大物主神の娘とされている。出身地は「美和」ないし大和地方の三輪山。
| 原文 | 美和之大物主神見感而、其美人爲大便之時、化丹塗矢、自其爲大便之溝流下、突其美人之富登。 |
| 大意 | 美和の大物主神（大物主）は、美しい勢夜陀多良比売を見初めた。大物主は赤い矢（丹塗りの矢）に姿を変え、勢夜陀多良比売が大便しに来る頃を見計らって川の上流から流れて行き、ほと（陰所）を突いた。 |

| 原文 | 爾其美人驚而、立走伊須須岐伎、乃將來其矢、置於床邊、忽成麗壯夫、卽娶其美人生子                                                                                 |
| 大意 | 驚いた勢夜陀多良比売が、立ち上がって、その矢を自分の部屋に持ち帰り、床に置くと、たちまち美男子の姿になった。そして（二人は結ばれ）勢夜陀多良比売は子を産んだ。 |

この子は「富登多多良伊須須岐比売（ホトタタライススキヒメ）」と名付けられた。これは「ホトを突かれてびっくりして生まれた子」の意とされる。。母親に似て美女であったともいう。
しかし本人は、「ホト」を嫌って「比売多多良伊須気余理比売（ヒメタタライスケヨリヒメ）」に名を改めた。

### 名前に関する諸説
当初の名前である「ホトタタラ」は、母の勢夜陀多良比売が陰部を矢で突かれたという説話に由来し、「陰元立（ほとたたら）」の意など、「立つ」の派生形とみる解釈がある。あとから、この「ホト」を嫌って「ヒメ」へ改めたという。これとは別に、「タタラ」は母の勢夜陀多良比売（セヤダタラヒメ）から名の一部を受け継いだものとする説などもある。また「イススキ」は「驚いて立ち去る」の意だとされ、これを言い換えたのが「イスケ」とされる。
一方、名に含まれる「タタラ」は製鉄との繋がりを示唆するという解釈があり、神武天皇がヒメタタライスズヒメを嫁としたことは、政権が当時の重要技術である製鉄技術を押さえたことの象徴であるとする説がある。詳細は#たたら製鉄との関連参照。
「イスズ（五十鈴）」は鈴を意味し、たくさんの鈴で手足を飾っているものを指すという説や、金属加工との関連を示唆するものとみるむきもある。これらとは異なり、元の名の「イススキ」が「イスズ」に転訛したと考える説もある。
「ヨリ」は「ヨロシ（宜）」とする説や、ユリの花に通じ、ヒメタタライスズヒメ（イスケヨリヒメ）の実家である三輪山の麓の狭井川川岸に咲くササユリを指すとの解釈もある。

## 神武天皇の妻問い説話
神武天皇は即位に先立ち、初代天皇に相応しい正妃を迎えることになった。このとき、ヒムカ国からイワレヒコ（神武天皇）に付き従ってきた家臣である大久米命が、后候補として推挙したのがイスケヨリヒメ（ヒメタタライスズヒメ）だった。『古事記』では、大久米命がイスケヨリヒメの出生の逸話について神武天皇に説明し、「神の御子」であるイスケヨリヒメこそ正后に値すると説く。
『古事記』には、7人の女性が狭井川の岸辺にいるところを神武天皇と大久米命が目撃し、その中から后を選んだという逸話が掲載されている。この際、神武天皇と大久米命、イスケヨリヒメとのあいだで歌を交わすやりとりは、神武天皇の「妻問い説話」としてよく知られている。
| 夜麻登能 多加佐士怒袁 那那由久 袁登賣杼母 多禮袁志摩加牟        |
| 倭の高佐士野（たかさじぬ）を七行く媛女ども誰をしまかむ          |
| （大意）大和国の川の畔の高台をゆく7人の乙女のうち誰を妻とするか |

「高佐士野」は、狭井川沿いの台地を指している。狭井川は三輪山を源とする小川で、大神神社境内ちかくを流れる。大和川（初瀬川）に合流する手前では天井川となって川岸が高くなっている。
| 加都賀都母 伊夜佐岐陀弖流 延袁斯麻加牟             |
| かつがつも いや先立てる 兄をしまかむ               |
| （大意）先頭をいく年長者（イスケヨリヒメ）にしよう |

この神武天皇の意を受けて、大久米命はイスケヨリヒメに会いに行く。するとイスケヨリヒメは、見慣れない風貌の大久米命に驚きこう答える。　　
| 阿米都都 知杼理麻斯登登 那杼佐祁流斗米                                                             |
| 天地 千鳥真鵐 など黥ける利目                                                                       |
| （大意）あなたはなぜ、いろいろな鳥のように目のまわりに入れ墨をして、鋭い目つきをしているのですか。 |

これに対し大久米命は次のように返す。
| 袁登賣爾 多陀爾阿波牟登 和加佐祁流斗米                                 |
| 媛女に 直に逢わんと 我が黥ける利目                                     |
| （大意）あなたのことを直接よくみるために、鋭い目つきをしているのです。 |

このあと、イスケヨリヒメは嫁入りを承諾する。神武天皇は「佐韋河（狭井川）の上」にあるイスケヨリヒメの家に行って一泊する。このときの様子は次のように詠まれている。
| 阿斯波良能 志祁志岐袁夜邇 須賀多多美 伊夜佐夜斯岐弖 和賀布多理泥斯             |
| 葦原の 穢しき小屋に 菅畳 いや清敷きて 我が二人寝し                             |
| （大意）河原の草むらにあるむさ苦しい小屋にスゲの畳をきれいに敷いて、二人で寝た |

この部分には、狭井川の地名の由来に関する注釈がある。この辺りには「山由里草」（ヤマユリ、実際にはササユリのこと）が多く、ヤマユリの異称を「佐韋」というので、この川を「佐韋河（狭井川）」と呼ぶとある。現代の狭井川の右岸には「神武天皇聖蹟狭井河顕彰碑」が設置されている。

## たたら製鉄との関連
ヒメタタライスズヒメ（ヒメタタライスケヨリヒメ）の名前のうち「タタラ」の部分を、たたら製鉄と結びつけて解釈し、古代日本における製鉄を示すものとする説がある。
小路田泰直（奈良女子大学）によれば、タタラはたたら炉のことであり、「ホト」は陰部を指すとともに火床のことでもある。すなわち、神武天皇がヒメタタライスズヒメ（＝ヒメタタライスケヨリヒメ＝ホトタタライススキヒメ）を妻に迎えたというのは、王家が製鉄産業を牛耳ったことを示すものと解釈される。吉野裕（日本文学協会）は、「ホトタタライスケヨリヒメ」という名は溶鉱の神・溶鉱炉に仕える巫女を指すとしている。
本居宣長をはじめとする近世の国学者らは、ヒメタタライスズヒメ（ヒメタタライスケヨリヒメ）の「タタラ」をふいごの意味とは解釈しなかった。彼らの考えによれば、「タタラ」という語は鍛冶師が使う俗語であり、高貴な皇妃の名に用いるような語としてふさわしくないものとして製鉄との結びつきを退けられるという。「タタラ」は「立つ」の派生形とみて、「（陰部に矢を当てられ驚いて）立ち上がった」や「（陰部に）矢を立てられた」の意とする解釈もある。

## 信仰の対象
明治天皇が1890年（明治23年）に創建した橿原神宮では、主祭神として神武天皇とヒメタタライスズヒメが祀られている。
また、ヒメタタライスズヒメは、子供を救ったことから「子守明神」として崇められるようになり、率川神社（奈良県奈良市本子守町）では主神として祀られている。率川神社では例年6月に「三枝祭」（通称：ゆり祭り）があり、三輪山で栽培されたササユリを供えてヒメタタライスズヒメを祀る。
ヒメタタライスズヒメの実家があったという狭井川の上流部の奈良県桜井市三輪には狭井神社がある。ここでは大神荒魂神を主祭神としつつ、ヒメタタライスズヒメや大物主神（『古事記』によるヒメタタライスケヨリヒメの父）、勢夜陀多良比売（『古事記』によるヒメタタライスケヨリヒメの母）、事代主神（『日本書紀』によるヒメタタライスズヒメの父）を祀っている。
このほか、津森神宮（熊本県上益城郡益城町）、甲佐神社（熊本県上益城郡甲佐町）で祀られている。

### 『日本書紀』原文
1. ↑  『日本書紀』「大三輪之神也。此神之子、卽甘茂君等・大三輪君等・又姫蹈鞴五十鈴姫命」
2. ↑  『日本書紀』「事代主神化爲八尋熊鰐 通三嶋溝樴姫 或云 玉櫛姫 而生兒 姫蹈鞴五十鈴姫命 是爲神日本磐余彦火火出見天皇之后也」
3. ↑  『日本書紀』「事代主神、共三嶋溝橛耳神之女玉櫛媛、所生兒、號曰媛蹈韛五十鈴媛命」
4. ↑  『日本書紀』「母曰媛蹈韛五十鈴媛命、事代主神之大女也」
5. ↑  『日本書紀』「是国色之秀者」。

### 『古事記』原文
1. ↑  『古事記』「此間有媛女、是謂神御子。其所以謂神御子者、三嶋湟咋之女・名勢夜陀多良比売、其容姿麗美。故、美和之大物主神見感而（以下略）」
2. ↑  『古事記』「天皇崩後、其庶兄當藝志美美命、娶其嫡后伊須気持余理比売之時、將殺其三弟而謀之間、其御祖伊須気持余理比売之患苦而、以歌令知其御子等」
3. ↑  『古事記』「其容姿麗美」。